# Ефект Бредлі

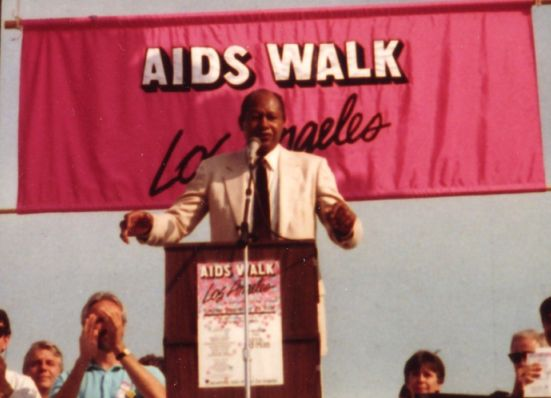
Том Бредлі

Ефект Бредлі (також ефект Вільдера, ефект Дінкінса) — феномен, що часто спостерігається в політичному житті США та інших країн з непростими міжрасовими відносинами, який полягає в прояві політики подвійних стандартів виборцями, коли в передвиборній кампанії беруть участь білі і небілі кандидати.
Типовий сценарій ситуації ефекту Бредлі — вибори губернатора штату Каліфорнія 1982 року. Так, до виборів за даними передвиборних опитувань виборців і навіть екзит-полів у штаті з 98 % білого населення з величезним відривом лідирував досить популярний чорношкірий кандидат Том Бредлі. Після остаточної обробки бюлетенів і підрахунку голосів раптово лідером виявився Джордж Докмеджян, якому пророкували поразку. Таким чином, виявляється, що значна частина виборців просто збрехали, заявивши про те, що підтримають кандидата-негра, боячись прямих звинувачень у расизмі під час опитування, а у виборчій кабінці віддали перевагу білим.

## Російська політика
У російській політиці відзначалося схоже явище, яке отримало напівіронічну назву ефект Жириновського. Ситуація тут зворотна ефекту Бредлі, хоч і пояснюється вона не відверто расистськими, а радше особистими причинами: майже на всіх виборах 1990-х років партія ЛДПР і її лідер Володимир Жириновський отримували більший відсоток голосів, ніж передбачали опитування та екзит-поли. Коментатори пов'язували цей феномен з тим, що через одіозність і скандальність образу Жириновського виборці часто соромляться говорити, що голосуватимуть або голосували за нього.